# Miniblu

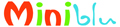
Logo-ul companiei Miniblu

Miniblu este o companie privată care comercializează produse pentru îngrijirea copiilor. Miniblu se adresează segmentului 0-2 ani și 2-6 ani ca și target adiacent. Numele Miniblu a fost lansat în septembrie 2003, în cadrul rețelei de farmacii din România, Sensiblu. Astfel, în cadrul unora dintre farmaciile Sensiblu a fost creat un colț Miniblu în care se comercializau produse pentru bebeluși cum ar fi: hrană specializată, accesorii de hrană și îngrijire, etc.
În paralel a fost dezvoltat conceptul de rețea independentă de magazine, primul magazin exclusiv Miniblu fiind deschis în august 2004. Până la sfârșitul anului 2004, rețeaua Miniblu cuprindea 4 magazine.
Începând cu octombrie 2004, compania a fost preluată de fondul de investiții Gemisa, în urma acestei preluării urmând o perioadă de dezvoltare accelerată. 
În prezent, Miniblu deține 11 magazine proprii, dintre care 5 în București.
Magazinele Miniblu au peste 15.000 de clienți în fiecare lună.
În perioada ianuarie - iunie 2007 vânzările companiei Miniblu au crescut la peste 2.5 milioane de euro în 2006. Numărul de angajați a crescut de asemenea, de la 53 de angajați la sfârșitul lui 2005 până la 70 la sfârșitul lui 2006.
În anul 2007, Miniblu a avut vânzări de 5,6 milioane de euro

## Lista magazinelor

### Magazine în București
- Miniblu Calea Moșilor, Calea Moșilor, nr. 286
- Miniblu Mihai Bravu, Bd-ul Mihai Bravu, nr. 288
- Miniblu Carrefour Feeria, Șos. București-Ploiești, nr. 42-44, Complex Comercial Carrefour Feeria Băneasa
- Miniblu Favorit, Drumul Taberei, nr. 24, Complex Favorit
- Miniblu Liberty, Șos. Progresului, nr. 24, Liberty Center

### Magazine în diferite orașe
- Pitești - Miniblu Euromall, Complex Euromall
- Pitești - Miniblu Jupiter, Jupiter City
- Cluj-Napoca - Miniblu Polus Center, Str. Avram Iancu 492 - 500 Polus Center Cluj Napoca
- Iași - Miniblu Iași, Str. Bucium, nr. 36, Complex Comercial Felicia
- Bacău - Miniblu Bacău, Arena City Center
- Târgu Mureș - Miniblu Târgu Mureș, Mureș Mall, Str. Piața Victoriei, nr. 14

### Articole
- Business Standard[nefuncțională]
- Wall-Street
- Monitorul de Cluj
- BloomBiz